# Соколовичи (Брестская область)
Соколо́вичи (бел. Сакаловічы) — деревня в Барановичском районе Брестской области Белоруссии. Входит в состав Городищенского сельсовета. Население — 7 человек (2023).

## География
Расположена в 24 км по автодорогам к северо-северо-западу от центра Барановичей, на расстоянии 11,5 км по автодорогам к юго-западу от центра сельсовета, городского посёлка Городище, на речке Соколовка.

## История
По переписи 1897 года — деревня Столовичской волости Новогрудского уезда Минской губернии. В 1909 году — 62 двора.
После Рижского мирного договора 1921 года — в составе гмины Столовичи Барановичского повета Новогрудского воеводства Польши, 28 домов. 
С 1939 года — в БССР, в 1940–62 годах — в Городищенском районе Барановичской, с 1954 года Брестской области. Затем — в Барановичском районе.
С конца июня 1941 года по июль 1944 года оккупирована немецко-фашистскими войсками. Убито трое человек, разрушено 37 домов.
С 1940 года деревня входила в Гирмантовский сельсовет. В 1975—79 годах входила в Городищенский поссовет, затем вновь в Гирмантовский сельсовет.
В 2013 году передана из упразднённого Гирмантовского сельсовета в Городищенский.

## Население
По состоянию на 1 января 2023 года в деревне проживало 7 человек в 3 хозяйствах, в том числе 1 моложе трудоспособного возраста, 3 — в трудоспособном возрасте и 3 — старше трудоспособного возраста. 
| Численность населения (по переписи) | Численность населения (по переписи) | Численность населения (по переписи) | Численность населения (по переписи) | Численность населения (по переписи) | Численность населения (по переписи) | Численность населения (по переписи) |
| 1897                                | 1909                                | 1921                                | 1959                                | 1999                                | 2009                                | 2019                                |
| ----------------------------------- | ----------------------------------- | ----------------------------------- | ----------------------------------- | ----------------------------------- | ----------------------------------- | ----------------------------------- |
| 295                                 | ↗341                                | ↘150                                | ↗256                                | ↘26                                 | ↘13                                 | ↘5                                  |